# Igen, drágám!
Az Igen, drágám! (eredeti cím: Yes, Dear) 2000-ben bemutatott amerikai vígjátéksorozat.

## Cselekmény
A történet középpontjában a Warner (Thomas Greg Warner és Kimberly „Kim” Warner) és a Hughes (James „Jimmy” Hughes Jr. és Christine Hughes) házaspár áll. Greg Warner, a jómódú filmproducer és felesége mindennapjait mutatja be a film, azonban egy váratlan fordulat során Kim nővére, Christine Hughes és férje, Jimmy Hughes, na meg persze két gyerekük, Dominic és Logan beköltözik Greg vendégházába. És bár a két család igen jó kapcsolatban áll, ez nem állja útjukat abban, hogy válogatott gonoszságokat eszeljenek ki egymás ellen.

## Szereplők
| Szereplő                     | Színész            | Magyar hang       |
| ---------------------------- | ------------------ | ----------------- |
| Gregory Thomas „Greg” Warner | Anthony Clark      | Fekete Zoltán     |
| Kim Warner                   | Jean Louisa Kelly  | Nemes Takách Kata |
| Christine Hughes             | Liza Snyder        | Udvarias Anna     |
| Jimmy Hughes                 | Mike O’Malley      | Várfi Sándor      |
| Billy Colivita               | Billy Gardell      | Elek Ferenc       |
| Roy Barr                     | Phill Lewis        |                   |
| Mr. George Savitsky          | Brian Doyle-Murray | Berzsenyi Zoltán  |

## Epizódok
| Évad | Évad | Epizódok | Eredeti sugárzás     | Eredeti sugárzás  | Eredeti adó |
| Évad | Évad | Epizódok | Évadpremier          | Évadfinálé        | Eredeti adó |
| ---- | ---- | -------- | -------------------- | ----------------- | ----------- |
|      | 1    | 24       | 2000. október 2.     | 2001. május 14.   | CBS         |
|      | 2    | 24       | 2001. szeptember 24. | 2002. május 13.   | CBS         |
|      | 3    | 24       | 2002. szeptember 23. | 2003. május 19.   | CBS         |
|      | 4    | 24       | 2003. szeptember 22. | 2004. május 24.   | CBS         |
|      | 5    | 11       | 2005. február 16.    | 2005. május 18.   | CBS         |
|      | 6    | 15       | 2005. szeptember 14. | 2006. február 15. | CBS         |

## Fogadtatás
| Évad | Epizódok | Évadpremier          | Évadzárás         | Vetítés   | Helyezés | Nézők (milliókban) |
| ---- | -------- | -------------------- | ----------------- | --------- | -------- | ------------------ |
| 1.   | 24       | 2000. október 2.     | 2001. május 14.   | 2000–2001 | #28      | 13.1               |
| 2.   | 24       | 2001. szeptember 24. | 2002. május 13.   | 2001–2002 | #21      | 13.9               |
| 3.   | 24       | 2002. szeptember 23. | 2003. május 19.   | 2002–2003 | #25      | 13.33              |
| 4.   | 24       | 2003. szeptember 22. | 2004. május 24.   | 2003–2004 | #40      | 10.67              |
| 5.   | 11       | 2005. február 16.    | 2005. május 18.   | 2005      | #53      | 9.2                |
| 6.   | 15       | 2005. szeptember 14. | 2006. február 15. | 2005–2006 | #85      | 7.75               |